# 榎ちひろ
榎 ちひろ（えのき ちひろ、1975年9月1日 - ）は、日本のタレント、俳優、ナレーター。榎ちひろ個人オフィス「EcKO」（エコー）代表、無修正エンターテイメント集団「深海シガレットムーン」主宰、ボイスサークル「クレッセントムーン」主宰。
福井県福井市出身。福井工業高等専門学校卒業。本名は榎 智洋（読み同じ）。

## 出演

### 演劇
- 深海シガレットムーン公演
- 人狼 ザ・ライブプレイングシアター（2014年・2015年・2016年・2018年、オラクルナイツ / セブンスキャッスル）[3]
- 贋作 罪と罰（2015年、劇団フガフガLaboratory）[4]
- コンカツ狂騒曲（2016年、ピウス企画）

### 映画
- 福井青春物語（2005年） - 霊媒師 役
- MATOBA -FANG OF JUSTICE-（2009年）[5]
- かちんこ!!3（2009年）[5]
- GAME（2010年）[5]
- りんごのきもち（2010年）[5]
- HESOMORI ヘソモリ（2011年、公開：2012年） - 伊賀並の部下 役
- HAPPY!メディアな人々。（2012年、丹南ケーブルテレビ） - 雑誌記者の本田 役[6]
- 理由 The Truth（2013年）
- 野良犬の条件 StrayDogs（2015年） - 主演[5]
- 冷血（2016年）[5]
- 狼の日（2016年） - 主演[5]
- SMOKER in the Park（2017年）[5]

### テレビドラマ
- 火曜サスペンス劇場（日本テレビ） - エキストラ
- 1500年物語（福井テレビ） - 坂本龍馬 役
- 歌人 橘曙覧（福井放送） - 橘曙覧 役（少年・青年）
- NHK福井 開局80周年記念ドラマ 恐竜せんせい（2013年、NHK福井放送局） - 新聞記者 役

### テレビ番組
- 奇跡の生還! 九死に一生スペシャル（日本テレビ） - 再現ドラマ出演。教師 役
- スイスペ!（テレビ朝日） - 再現ドラマ出演
- ふれあい若狭（福井放送） - リポーター[7]
- 夕方いちばんプラス1フライデー（福井放送） - リポーター。えのきん名義で出演[7]
- 日曜スペシャル リサーチ35調査隊が行く！（福井放送） - リポーター。えのきん名義で出演[8]
- ひと、くらし輝いて（丹南ケーブルテレビ） - リポーター
- わらしべクエスト（丹南ケーブルテレビ） - リポーター
- まいど わいど生放送（丹南ケーブルテレビ） - リポーター
- たん9（丹南ケーブルテレビ） - リポーター
- さばスタライブ！（丹南ケーブルテレビ） - リポーター

### ラジオ番組
- 午後はとことんワイド（2003年 - 2004年、FBCラジオ） - 火曜パーソナリティ[9]